# 터보 델파이
터보 델파이(Turbo Delphi)는 코드기어가 만든 통합 개발 환경(IDE)으로, 학생, 아마추어, 전문가, 취미로 즐기는 프로그래머를 대상으로 한다. 파스칼계의 델파이 프로그래밍 언어를 사용한다.
터보 델파이는 2006년 8월 8일에 공개할 것을 선언했고, 2006년 9월 5일부터 이 프로그램을 내려받을 수 있다.

## 제품
터보 델파이에는 두 가지 버전이 있다. 프로페셔널 버전의 경우 IDE 확장과 사용자 정의 제작을 허용한다.

### 윈도용 터보 델파이
윈도용 터보 델파이는 Win32 응용 프로그램을 만들어 낸다. 다음의 두 가지 에디션이 존재한다.
- 익스플로러 에디션
- 프로페셔널 에디션

### 바이트코드 생성 버전
바이트코드 생성 버전은 마이크로소프트 닷넷 CLR을 위한 바이트코드를 만들어 낸다. 에디션은 윈도용과 같다.
- 익스플로러 에디션
- 프로페셔널 에디션

## 같이 보기
- 터보 C++
- 터보 C#
- 볼랜드 델파이